# Хан, Варнер
Варнер Ллойд Хан (нидерл. Warner Lloyd Hahn; род. 15 июня 1992, Роттердам, Южная Голландия) — суринамский и нидерландский футболист, вратарь клуба «Киото Санга» и национальной сборной Суринама.

## Клубная карьера
Начинал заниматься футболом в клубе «Александрия 66», где его присмотрели роттердамской «Спарты». В 2008 году ездил на просмотр в академию лондонского «Арсенала», но в итоге подписал контракт с «Аяксом». В амстердамском клубе провёл четыре года. В 2009 году подписал первый профессиональный контракт сроком на три года. Был третьим вратарём в составе. По окончании контракта новый с ним подписан не был и Хан стал свободным агентом. Некоторое время находился на просмотре в «НАК Бреде», но в итоге от предложенного контракта отказался.
Летом 2012 года подписал двухлетний контракт с «Дордрехтом», выступающим во первом дивизионе Нидерландов. В декабре 2017 гола перешёл в «Фейеноорд», подписав с клубом трёхлетнее соглашение, которое вступало в силу с лета следующего года. 10 августа 2014 года попал в официальную заявку клуба на матч Эредивизи с «АДО Ден Хааг», но на поле не вышел. В «Фейеноорде» Варнер не получал игрового времени, в результате чего отправился на правах аренды в «ПЕК Зволле». В составе новой команды 13 сентября дебютировал в чемпионате Нидерландов в игре с ПСВ, в которой его команда победила со счётом 3:1. В общей сложности провёл в клубе 38 матчей и пропустил 49 мячей. В розыгрыше кубка Нидерландов «ПЕК Зволле» дошёл до финала. В решающем матче против «Гронингена» Хан провёл все 90 минут. Соперник забил два безответных мяча и стал обладателем трофея.
В июне 2017 года перешёл в «Херенвен». Дебютировал за клуб 13 августа в гостевой встрече с «Гронингеном». Хан вышел в стартовом составе, но на 6-й минуте во время празднования гола своей команды в ворота соперника получил вывих плеча, в результате чего был вынужден покинуть поле. Травма оказалась несерьёзной, но на восстановление у вратаря ушло несколько недель. В середине 2020 года контракт Хана завершился и он покинул команду.
Более полугода Хан оставался без клуба, поддерживая форму в «ПЕК Зволле». 29 декабря 2020 года перебрался в соседнюю Бельгию, где подписал контракт с «Андерлехтом» до конца сезона. На матчи Лиги Жюпиле в заявку попал только один раз. Произошло это 15 января на игре с «Эйпеном». Помимо этого ещё дважды попадал в заявку на матчи кубка страны.
4 августа 2021 года присоединился к «Гоу Эхед Иглз», вышедший в Эредивизи, подписав однолетнее соглашение. Провёл за клуб 19 матчей в чемпионате, в которых пропустил 31 мяч. В январе 2022 года между Ханом и руководством клуба возникли разногласия, в результате чего 29 января контракт по взаимному согласию был расторгнут.
9 февраля 2022 года перешёл в шведский «Гётеборг», подписав с клубом контракт до конца года.
В январе 2023 года подписал контракт с японским клубом «Киото Санга». 8 марта дебютировал за клуб в матче Кубка Джей-лиги против «Гамба Осака».

## Карьера в сборной
На юношеском уровне выступал за юношеские сборные Нидерландов. В составе сборной до 17 лет в мае 2009 года принимал участие в юношеском чемпионате Европы, в котором сборная дошла до финала, где уступила сборной Германии, а Хан был резервным голкипером и участия в матчах не принимал. В ноябре того же года выступал на чемпионате мира. На турнире сыграл в двух встречах группового этапа с Гамбией и Ираном.
В начале марта 2021 года был впервые вызван в национальную сборную Суринама на матчи отборочного турнира к чемпионату мира против Каймановых островов и Арубы. В игре с первыми 25 марта дебютировал в составе сборной, появившись на поле в стартовом составе. Хан провёл на поле 73 минуты, после чего был заменён на Исхана Корта, а Суринам победил со счётом 3:0.

## Клубная статистика
| Выступление      | Выступление      | Выступление      | Лига | Лига | Кубки | Кубки | Конт. кубки | Конт. кубки | Разное | Разное | Итого | Итого |
| Клуб             | Лига             | Сезон            | Игры | Голы | Игры  | Голы  | Игры        | Голы        | Игры   | Голы   | Игры  | Голы  |
| ---------------- | ---------------- | ---------------- | ---- | ---- | ----- | ----- | ----------- | ----------- | ------ | ------ | ----- | ----- |
| Дордрехт         | Эрстедивизи      | 2012/13          | 23   | -37  | 2     | -4    | 0           | 0           | 2      | -6     | 27    | -47   |
| Дордрехт         | Эрстедивизи      | 2013/14          | 34   | -44  | 1     | -3    | 0           | 0           | 4      | -5     | 39    | -52   |
| Дордрехт         | Итого            | Итого            | 57   | -81  | 3     | -7    | 0           | 0           | 6      | -11    | 66    | -99   |
| Фейеноорд        | Эредивизи        | 2014/15          | 0    | 0    | 0     | 0     | 0           | 0           | 0      | 0      | 0     | 0     |
| Фейеноорд        | Эредивизи        | 2015/16          | 0    | 0    | 0     | 0     | 0           | 0           | 0      | 0      | 0     | 0     |
| Фейеноорд        | Эредивизи        | 2016/17          | 0    | 0    | 0     | 0     | 0           | 0           | 0      | 0      | 0     | 0     |
| Фейеноорд        | Итого            | Итого            | 0    | 0    | 0     | 0     | 0           | 0           | 0      | 0      | 0     | 0     |
| → ПЕК Зволле     | Эредивизи        | 2014/15          | 32   | -41  | 6     | -8    | 0           | 0           | 0      | 0      | 38    | -49   |
| → ПЕК Зволле     | Итого            | Итого            | 32   | -41  | 6     | -8    | 0           | 0           | 0      | 0      | 38    | -49   |
| → Эксельсиор     | Эредивизи        | 2016/17          | 17   | -28  | 0     | 0     | 0           | 0           | 0      | 0      | 17    | -28   |
| → Эксельсиор     | Итого            | Итого            | 17   | -28  | 0     | 0     | 0           | 0           | 0      | 0      | 17    | -28   |
| Херенвен         | Эредивизи        | 2017/18          | 9    | -10  | 0     | 0     | 0           | 0           | 0      | 0      | 9     | -10   |
| Херенвен         | Эредивизи        | 2018/19          | 34   | -73  | 4     | -5    | 0           | 0           | 0      | 0      | 38    | -78   |
| Херенвен         | Эредивизи        | 2019/20          | 20   | -27  | 3     | -2    | 0           | 0           | 0      | 0      | 23    | -29   |
| Херенвен         | Итого            | Итого            | 63   | -110 | 7     | -7    | 0           | 0           | 0      | 0      | 70    | -117  |
| Андерлехт        | Лига Жюпиле      | 2020/21          | 0    | 0    | 0     | 0     | 0           | 0           | 0      | 0      | 0     | 0     |
| Андерлехт        | Итого            | Итого            | 0    | 0    | 0     | 0     | 0           | 0           | 0      | 0      | 0     | 0     |
| Гоу Эхед Иглз    | Эредивизи        | 2021/22          | 19   | -31  | 0     | 0     | 0           | 0           | 0      | 0      | 19    | -31   |
| Гоу Эхед Иглз    | Итого            | Итого            | 19   | -31  | 0     | 0     | 0           | 0           | 0      | 0      | 19    | -31   |
| Всего за карьеру | Всего за карьеру | Всего за карьеру | 188  | -291 | 16    | -22   | 0           | 0           | 6      | -11    | 210   | -324  |

## Статистика в сборной
| Матчи и пропущенные мячи Варнера Хана за национальную сборную Суринама | Матчи и пропущенные мячи Варнера Хана за национальную сборную Суринама | Матчи и пропущенные мячи Варнера Хана за национальную сборную Суринама | Матчи и пропущенные мячи Варнера Хана за национальную сборную Суринама | Матчи и пропущенные мячи Варнера Хана за национальную сборную Суринама | Матчи и пропущенные мячи Варнера Хана за национальную сборную Суринама |
| №                                                                      | Дата                                                                   | Оппонент                                                               | Счёт                                                                   | Пропущенные мячи                                                       | Соревнование                                                           |
| ---------------------------------------------------------------------- | ---------------------------------------------------------------------- | ---------------------------------------------------------------------- | ---------------------------------------------------------------------- | ---------------------------------------------------------------------- | ---------------------------------------------------------------------- |
| 1                                                                      | 24 марта 2021                                                          | Каймановы острова                                                      | 3:0                                                                    | 0                                                                      | Отборочные матчи ЧМ-2022                                               |
| 2                                                                      | 27 марта 2021                                                          | Аруба                                                                  | 6:0                                                                    | 0                                                                      | Отборочные матчи ЧМ-2022                                               |
| 3                                                                      | 4 июня 2021                                                            | Бермуды                                                                | 6:0                                                                    | 0                                                                      | Отборочные матчи ЧМ-2022                                               |
| 4                                                                      | 8 июня 2021                                                            | Канада                                                                 | 0:4                                                                    | 4                                                                      | Отборочные матчи ЧМ-2022                                               |
| 5                                                                      | 12 июля 2021                                                           | Ямайка                                                                 | 0:2                                                                    | 2                                                                      | Золотой кубок КОНКАКАФ 2021                                            |
| 6                                                                      | 16 июля 2021                                                           | Коста-Рика                                                             | 1:2                                                                    | 2                                                                      | Золотой кубок КОНКАКАФ 2021                                            |
| 7                                                                      | 20 июля 2021                                                           | Гваделупа                                                              | 2:1                                                                    | 1                                                                      | Золотой кубок КОНКАКАФ 2021                                            |
| 8                                                                      | 28 января 2022                                                         | Барбадос                                                               | 1:0                                                                    | 0                                                                      | Товарищеский матч                                                      |
| 9                                                                      | 28 января 2022                                                         | Гайана                                                                 | 2:1                                                                    | 1                                                                      | Товарищеский матч                                                      |

Итого:9 матчей и 10 пропущенных мячей; 6 побед, 0 ничьих, 3 поражения.